# Samodzielna Brygada Przeciwpancerna Sił Zbrojnych Komitetu Wyzwolenia Narodów Rosji
Samodzielna Brygada Przeciwpancerna Sił Zbrojnych Komitetu Wyzwolenia Narodów Rosji (ros. Отдельная противотанковая бригада Вооруженных Сил КОНР) – związek taktyczny Sił Zbrojnych Komitetu Wyzwolenia Narodów Rosji pod koniec II wojny światowej.
Formowanie brygady rozpoczęło się 1 lutego 1945 r. na poligonie wojskowym w Münsingen. Na jej czele stanął mjr Wtorow. Składała się z 10, 11, 13 i 14 Dywizjonów Przeciwpancernych. Każdy dywizjon (35 oficerów i 275 szeregowych i podoficerów) dzielił się na trzy grupy przeciwpancerne, a każda grupa na 30 oddziałów szturmowych. Żołnierze zostali uzbrojeni w 1,2 tys. nowoczesnych karabinków szturmowych StG44 i 2,4 tys. bardzo prostych w obsłudze panzerfaustów. Liczebność brygady osiągnęła 1240 ludzi, w tym 140 oficerów. Dowódca Sił Zbrojnych KONR, gen. Andriej A. Własow, postanowił wysłać brygadę na front, aby wykazała się w walce z Armią Czerwoną i skłoniło to Niemców do przyśpieszenia tworzenia jego oddziałów. Od poł. lutego do pocz. kwietnia 1945 r., w miarę tworzenia kolejnych dywizjonów brygady, były one kierowane nad Odrę, gdzie podporządkowano je niemieckiej 9 Armii gen. Theodora Busse, wchodzącej w skład Grupy Armii "Wisła". Na pocz. kwietnia doszło do poważnego konfliktu z Niemcami, kiedy zażądali oni oddania ich oddziałom większości karabinków StG44 przez żołnierzy 13 i 14 Dywizjonów Przeciwpancernych. Major Wtorow przeciwstawił się tej decyzji, w rezultacie czego został aresztowany przez funkcjonariuszy Geheime Feldpolizei i osadzony na krótko w więzieniu w Neuruppin. Wyszedł na wolność po interwencji ppłk. Hansena z Oberkommando des Heeres (OKH).